# Reggiana Hockey Club 1979
Questa voce raccoglie le informazioni riguardanti la Reggiana Hockey Club nelle competizioni ufficiali della stagione 1979.

## Maglie e sponsor
Lo sponsor ufficiale per la stagione 1979 fu la Poliuretani Corradini.
| 1ª divisa |